# Cephalaria petiolata
Cephalaria petiolata là một loài thực vật có hoa trong họ Kim ngân. Loài này được Compton mô tả khoa học đầu tiên năm 1967.